# Жолибуа, Клод-Эмиль
Клод-Эмиль Жолибуа (фр. Émile Jolibois; 6 мая 1813, Шомон, Гранд-Эст — 31 марта 1894, Альби) — французский археолог, архивариус, писатель
, журналист.

## Биография
С 1830 г. служил в мэрии Шомона. С 1832 года занимался классификацией муниципальных архивов, позже стал их хранителем. Преподавал историю в Туре и Кольмаре. В 1842 году был принят в Национальную академию Реймса, в 1847 году стал членом Историко-археологического общества Лангра.
Был чиновником Министерства народного просвещения, постоянным секретарём Общества наук, искусств и изящной словесности Тарна.
В 1849 году занялся журналистикой, работал в газете Le Rhin, затем в Républicain du Rhin и Alsacien Républicain.

## Избранные публикации
- «Chroniques de l’évêché de Langres» (1843, перев. с латин.);
- «Histoire de la ville de Chaumont» (1856);
- «la Roue de fortune» (1857, исторический роман XIV в.);
- «la Haute-Marne ancienne et moderne» (1861);

Автор целого ряда мемуаров о г. Альби и др.